# Karl Kastenholz
Karl (Carl) Kastenholz (geb. 28. Juli 1889 in Sobernheim; gest. 3. März 1964 in Bad Kreuznach) war ein deutscher Maler.

## Leben

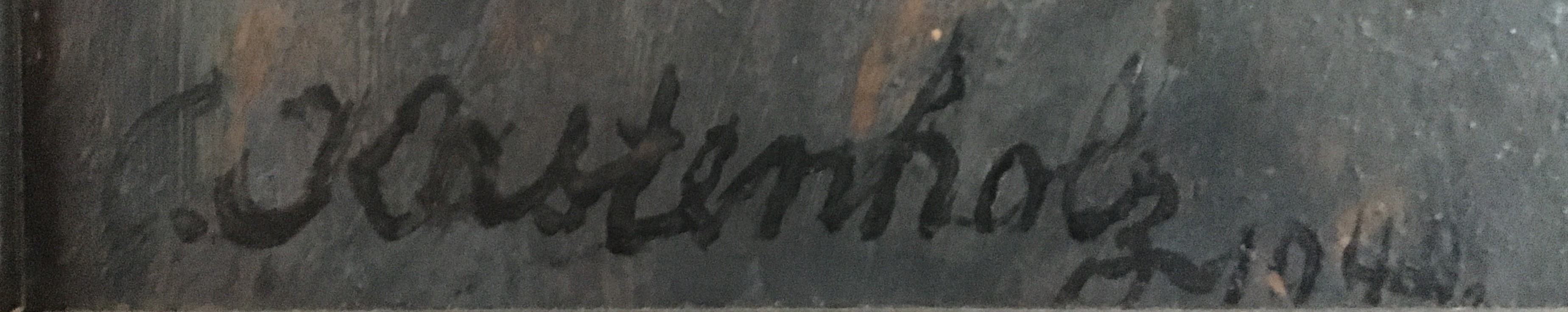
Signatur „C. Kastenholz 1947“

Kastenholz war der Sohn des Amtsgerichtsrats Karl Johann Kastenholz und dessen Frau Emilie, geb. Loew (gest. 5. Juni 1929). Er wuchs in Sobernheim, dann in Kreuznach auf, wohin die Familie nach der Versetzung des Vaters an das Amtsgericht im Jahr 1896 umgezogen war.
Kastenholz studierte von 1912 bis 1915 an der Königlich Preußischen Kunstakademie Düsseldorf, unter anderem bei Ludwig Keller und Eduard von Gebhardt. Da er an einer Lungentuberkulose litt, hielt er sich danach öfters in Davos/Schweiz auf, wo er stark von dem Bildhauer Philipp Modrow und dessen Kreis beeinflusst wurde. Nachdem zunächst expressionistische, aber auch von der Neuen Sachlichkeit beeinflusste Porträts im Vordergrund seines Schaffens gestanden hatten, malte Kastenholz in der Zwischenkriegszeit zahlreiche religiös motivierte Bilder (Zyklus Licht und Dunkel, auch Die Finsternis und das Licht), nach dem Zweiten Weltkrieg vor allem Landschaftsbilder.
Kastenholz war Mitglied der Vereinigung bildender Künstler vom Nahegau mit Sitz in Kreuznach, die in dem 1921 von ihm mitgegründeten Künstlerbund Westmark aufging. Er gehörte damit zur „verschollenen Generation zwischen zwei Weltkriegen“.
Nach dem Tod seiner Mutter lebte er mit seiner Schwester, der Konzertsängerin Maria Kastenholz (1893–1985), im Elternhaus Auf dem Martinsberg 3 in Bad Kreuznach.
Ein Teil seines Werks befindet sich heute im Schlossparkmuseum Bad Kreuznach. Nach Karl Kastenholz wurde die gleichnamige Straße in Bad Kreuznach benannt.

## Zitat
„Karl Kastenholz war bekannt, aber nicht anerkannt“, erzählte Museumsleiter Marco van Bel, ebenso, dass der Künstler in ärmlichen Verhältnissen lebte. Dies gilt insbesondere für die Zeit des Nationalsozialismus, in der sich seine Bilder schlecht verkauften, er aber seiner Kunst treu blieb. „Karl Kastenholz’ Malstil war für seine Zeit und für die Region sicherlich modern, aufgrund des impressionistischen und expressionistischen Charakters. Im Gegensatz zu August Bechter malte er keine romantisierenden, gefälligen Stadtansichten für Kreuznacher und Touristen.“